# Arycanda emolliens
Arycanda emolliens là một loài bướm đêm trong họ Geometridae.